# 清須市
清須市（きよすし）は、愛知県北西部(尾張地方)に位置する市。
戦国時代、織田信長の本拠地及び居城である清洲城（清須城）とその城下町で栄えたことで知られる。江戸時代に徳川家康が清洲越しを行うまでは尾張の政治の中心(首府)であった。

## 概要
古くは縄文時代より人が栄えた地であり度々遺跡が発見される。市内には日本最大級の環濠集落である朝日遺跡がある。
戦国時代に清洲同盟や清洲会議など歴史を揺るがす事件が起こった地としても有名である。
また江戸時代に賑わった宿場町・美濃路清須宿や、かつて江戸、大阪と並ぶ日本三大市場の一つとされた枇杷島市場などをはじめ100近くの寺院・神社がある歴史文化資源豊かな市である。
JR東海道本線や名鉄名古屋本線をはじめ複数の鉄道路線が通っているため狭い市域の割に、市内には多くの鉄道駅が置かれている。隣の名古屋市中心部へのアクセスもしやすいため本市に本社や拠点を置く企業も多い。
特に枇杷島駅は名古屋駅の隣駅であり最短3分で名駅にアクセスできる。近年は駅前の再開発が活発に進んでいる。
毎年、市立小学校に入学する新１年生の児童全員に市からランドセルが贈呈される。
またDr.スランプやドラゴンボールの作者である漫画家の鳥山明の出身地でもある。

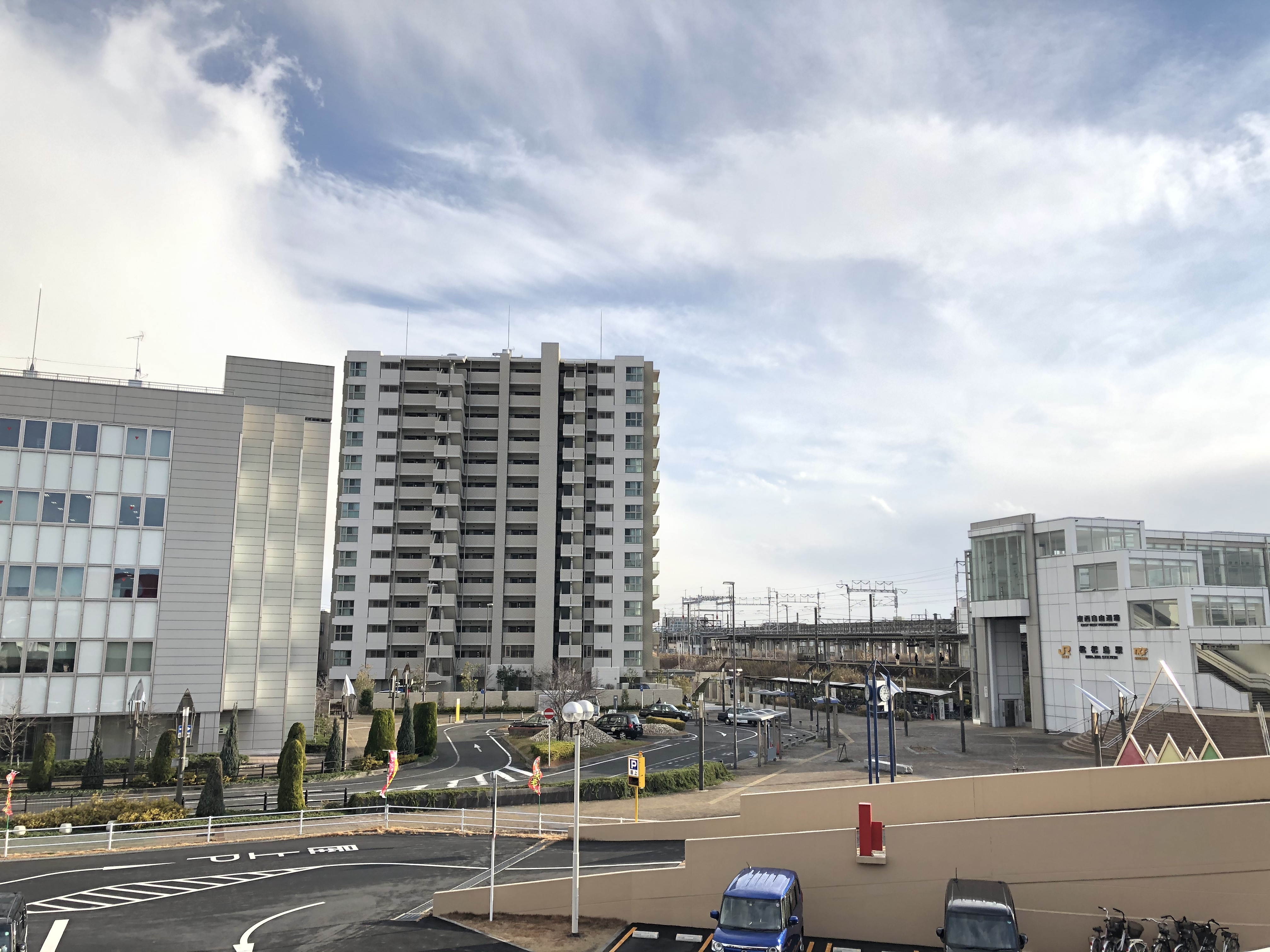
枇杷島駅周辺

### 地名の由来
市名の由来は、この地に古くからある地名に由来する。
清須と清洲
「きよす」の表記は、「清須」と「清洲」の両方が混在しており歴史書によって異なる。
伊勢神宮領を記録した14世紀中頃の『神鳳鈔』に「清須御厨（きよすみくりや）」として記載されているのが最古の記載としているが諸説ある。
江戸時代初期に書かれた書物『三河物語』には「清須」、同時代に書かれた書物『信長公記』には「清洲」と書かれている。
古くは「清須」の表記が多く後に「清洲」の表記が多くなる傾向にある。
市内の地名である「須ヶ口」は元々、清須城(清洲城)の外堀に位置し「清須の入り口」という意味である。

## 地理

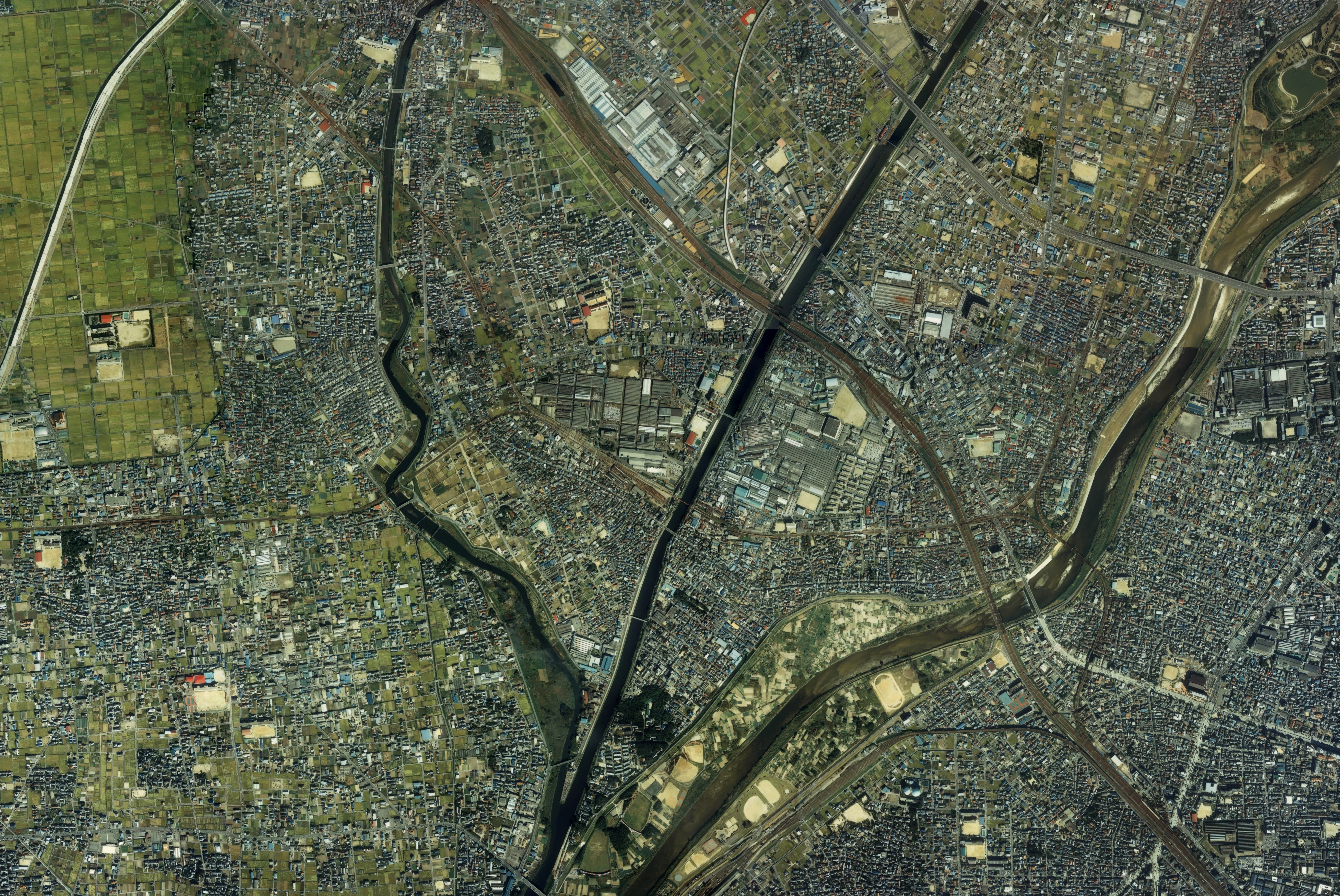
清須市中心部周辺の空中写真。1987年撮影の11枚を合成作成。。

地形は比較的平坦で、庄内川の下流域にあり、ほとんどの地域が海抜10m未満である。
そのため、2000年の東海豪雨の際には、現在の市域の各所（特に西枇杷島町：新川の堤防決壊）で多数の浸水被害が生じ、車ばかりでなく須ヶ口駅（新川検車支区）に配置されている電車も水没した。

### 地形

#### 河川

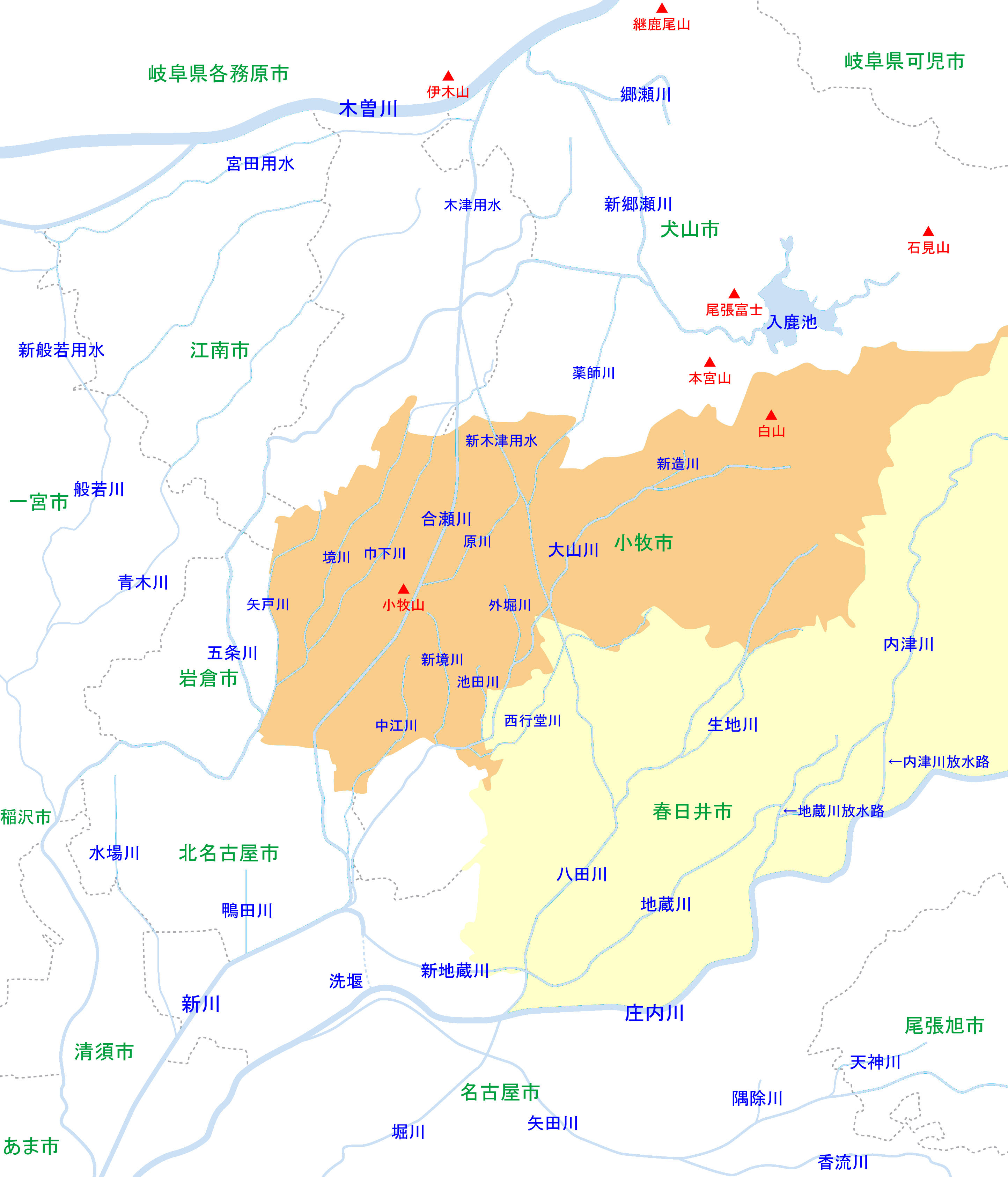
小牧市・春日井市周辺河川の位置関係図

一級河川
- 五条川
- 庄内川
- 新川
- 水場川

### 人口
| |                                        |  |
| 清須市と全国の年齢別人口分布（2005年） | 清須市の年齢・男女別人口分布（2005年） |  |
| ■紫色 ― 清須市 ■緑色 ― 日本全国 | ■青色 ― 男性 ■赤色 ― 女性              |  |
| 清須市（に相当する地域）の人口の推移 \| 1970年（昭和45年） \| 59,752人 \| \| \| 1975年（昭和50年） \| 61,165人 \| \| \| 1980年（昭和55年） \| 61,138人 \| \| \| 1985年（昭和60年） \| 60,986人 \| \| \| 1990年（平成2年） \| 61,578人 \| \| \| 1995年（平成7年） \| 62,738人 \| \| \| 2000年（平成12年） \| 63,009人 \| \| \| 2005年（平成17年） \| 63,358人 \| \| \| 2010年（平成22年） \| 65,841人 \| \| \| 2015年（平成27年） \| 67,327人 \| \| \| 2020年（令和2年） \| 67,352人 \| \| |                                        |  |
| 総務省統計局 国勢調査より |                                        |  |
| 1970年（昭和45年） | 59,752人                               |  |
| 1975年（昭和50年） | 61,165人                               |  |
| 1980年（昭和55年） | 61,138人                               |  |
| 1985年（昭和60年） | 60,986人                               |  |
| 1990年（平成2年） | 61,578人                               |  |
| 1995年（平成7年） | 62,738人                               |  |
| 2000年（平成12年） | 63,009人                               |  |
| 2005年（平成17年） | 63,358人                               |  |
| 2010年（平成22年） | 65,841人                               |  |
| 2015年（平成27年） | 67,327人                               |  |
| 2020年（令和2年） | 67,352人                               |  |

### 隣接する自治体・行政区
愛知県
- 名古屋市（西区、中村区）
- 稲沢市
- 一宮市
- 北名古屋市
- あま市

## 歴史

### 戦国時代
織田信長は青年時代に清須城を根拠地とし、安土桃山時代には福島正則が清須城の城主だった。
- 1582年（天正10年）にはこの地で清洲会議が行われた。当時の清須は尾張の首府であり、関東の巨鎮と称されたという記録が残されている[1]。

### 江戸時代
- 1612年（慶長17年）以後には徳川家康が清洲越しを行い、清須城の城下町はまるごと名古屋に移転した。
- 江戸時代以後は、美濃路の宿場町である清須宿や、美濃路の市場である枇杷島市が存在していた。枇杷島市においてはその財力を背景に江戸時代より町内会ごとに名古屋型山車が作られており、江戸時代末期の1802年（享和2年）より尾張西枇杷島祭りが行われている。当祭は、名古屋東照宮の祭礼の形態を引き継ぐ数少ない祭として知られている。

### 沿革
- 2005年（平成17年）
  - 7月7日 - 西春日井郡西枇杷島町、清洲町、新川町が合併し清須市が発足。
  - 8月7日 - 初代市長選挙実施。
- 2006年（平成18年）4月23日 - 合併後初めての清須市議会議員選挙（定数24）実施。
- 2008年（平成20年）4月1日 - 西春日井郡春日町との合併協議会設置。2010年3月までの合併を目指すとした。
- 2009年（平成21年）10月1日 - 春日町を編入[11]。

## 行政

### 市長
市長
- 初代 - 3代：加藤静治（2005年8月7日 - 2017年8月6日）
- 4代 - 5代：永田純夫（2017年8月7日 - 現職）

## 議会

### 県議会
2019年愛知県議会議員選挙
- 選挙区：清須市、北名古屋市及び西春日井郡選挙区
- 定数：2人
- 投票日：2019年4月7日

| 候補者名 | 当落 | 年齢 | 党派名     | 新旧別 | 得票数 |
| -------- | ---- | ---- | ---------- | ------ | ------ |
| 水野富夫 | 当   | 69   | 自由民主党 | 現     | 無投票 |
| 安藤敏毅 | 当   | 61   | 立憲民主党 | 現     | 無投票 |

2015年愛知県議会議員選挙
- 選挙区：清須市、北名古屋市及び西春日井郡選挙区
- 定数：2人
- 投票日：2015年4月12日
- 当日有権者数：129,759人[12]
- 投票率：35.21％[12]

| 候補者名 | 当落 | 年齢 | 党派名     | 新旧別 | 得票数   |
| -------- | ---- | ---- | ---------- | ------ | -------- |
| 水野富夫 | 当   | 65   | 自由民主党 | 現     | 16,775票 |
| 安藤敏毅 | 当   | 57   | 民主党     | 現     | 14,119票 |
| 太田考則 | 落   | 47   | 無所属     | 新     | 9,221票  |
| 中川敦史 | 落   | 43   | 無所属     | 新     | 4,713票  |

### 衆議院
- 選挙区：愛知5区（名古屋市中村区、名古屋市中川区、清須市、北名古屋市、豊山町）
- 任期：2021年10月31日 - 2025年10月30日
- 投票日：2021年10月31日
- 当日有権者数：432,024人[13]
- 投票率：48.63％

| 当落 | 候補者名 | 年齢 | 所属党派     | 新旧別 | 得票数   | 重複 |
| ---- | -------- | ---- | ------------ | ------ | -------- | ---- |
| 当   | 神田憲次 | 58   | 自由民主党   | 前     | 84,320票 | ○    |
|      | 西川厚志 | 52   | 立憲民主党   | 新     | 74,995票 | ○    |
| 比当 | 岬麻紀   | 52   | 日本維新の会 | 新     | 45,540票 | ○    |

## 施設

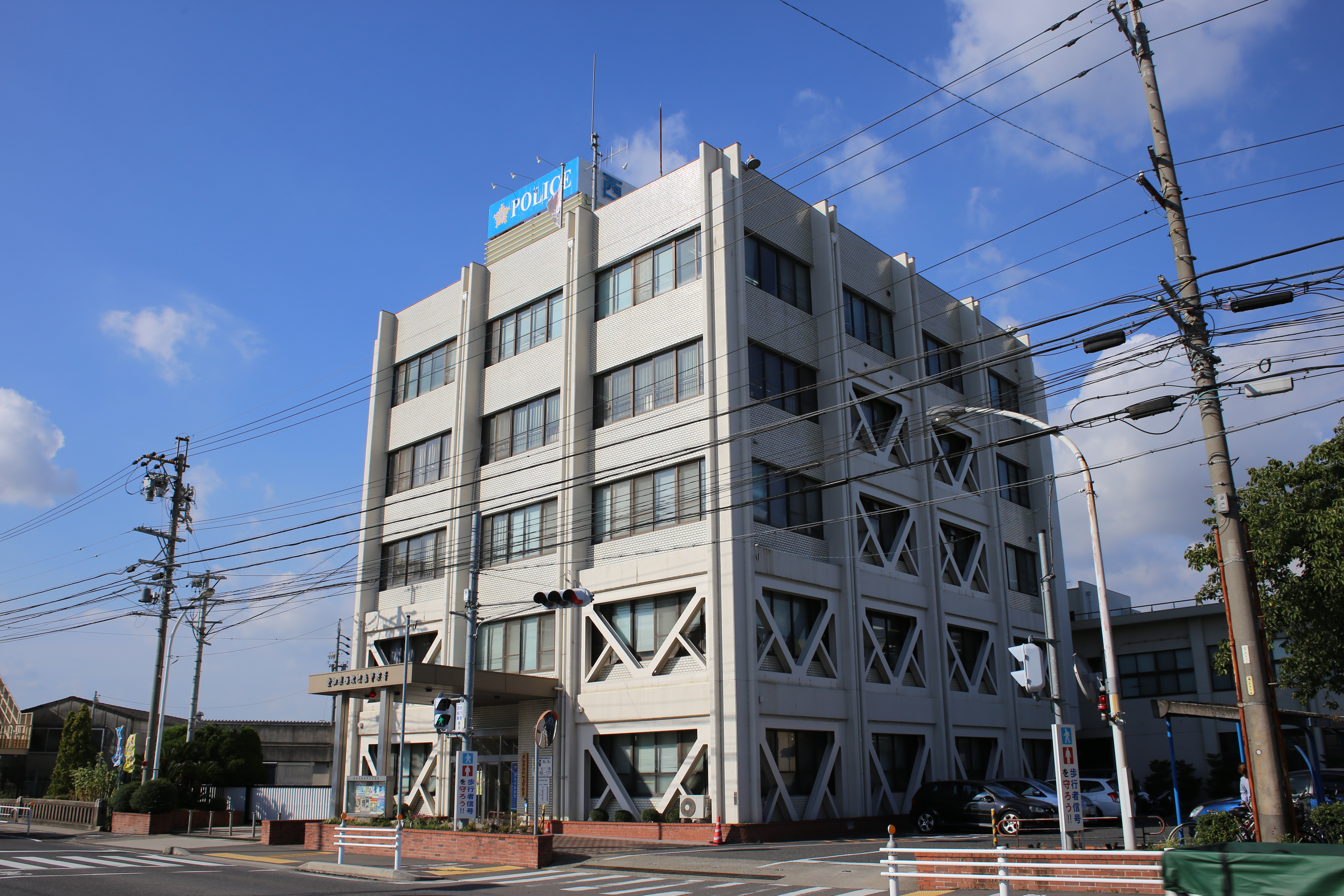
西枇杷島警察

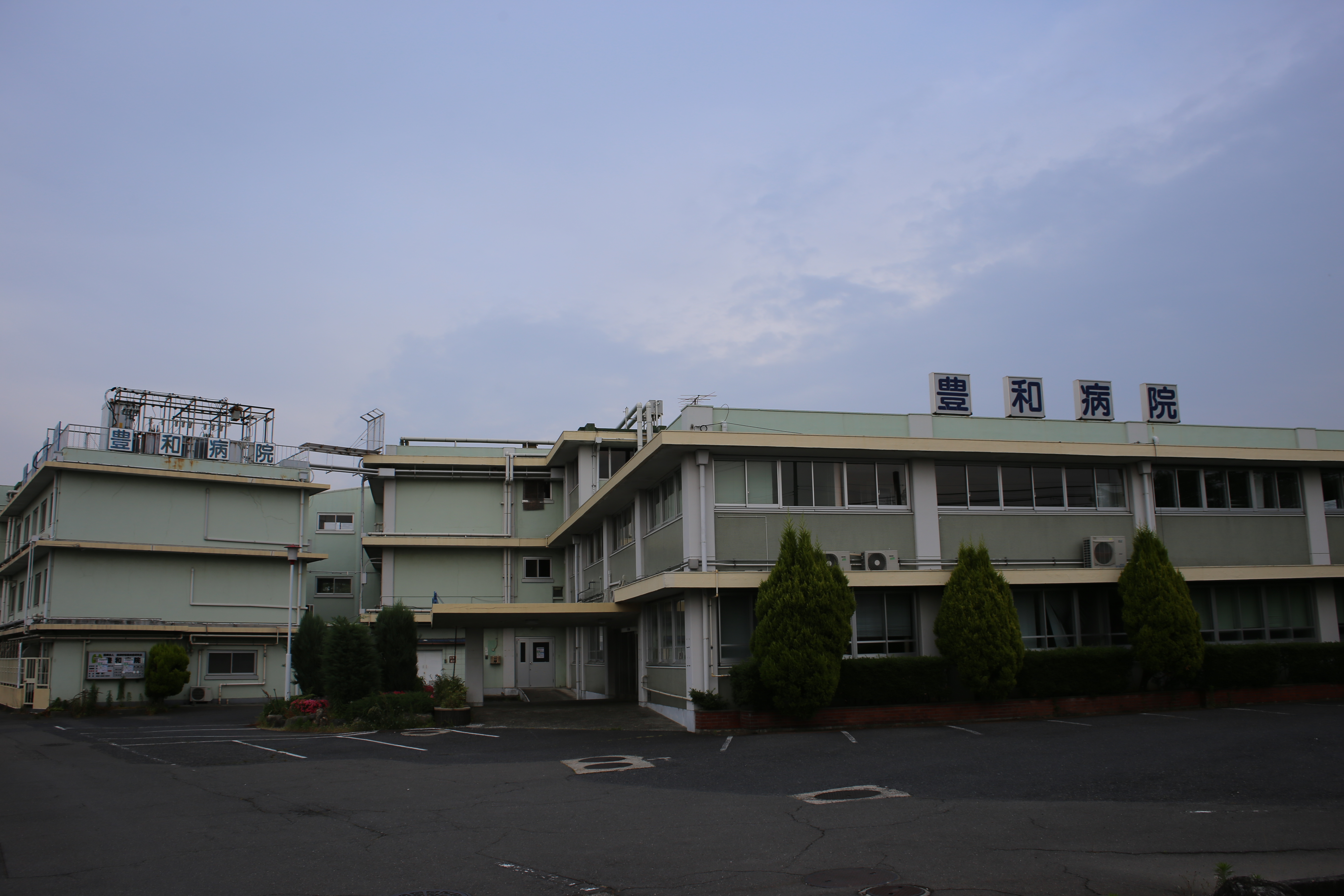
豊和病院

### 警察
本部
- 愛知県警察 西枇杷島警察署

交番
- 春日交番（清須市春日社子地）
- 新川交番（清須市須ヶ口駅前1丁目）
- 清洲交番（清須市清洲1丁目）

### 消防
本部
- 西春日井広域事務組合消防本部

消防署
- 西消防署（清須市西田中白山88番地）

### 医療
保健所
- 愛知県清須保健所
  - 春日地区にある。2014年に師勝保健所が市内に移転し改称。

主な病院
- 新川病院
- 豊和病院
  - 老朽化による移転により後述のはるひ呼吸器病院に改称。
- はるひ呼吸器病院
  - 市内唯一の救急指定病院。ほかに市境からはあま市民病院（あま市）、日本赤十字社愛知医療センター名古屋第一病院（名古屋市中村区）、名鉄病院（名古屋市西区）、済衆館病院（北名古屋市）などが近い。

### 文化施設
図書館
- 清須市立図書館

美術館
- 清須市はるひ美術館[14]

資料館
- あいち朝日遺跡ミュージアム・史跡貝殻山貝塚交流館（愛知県立）（旧 愛知県清州貝殻山貝塚資料館）
- 清須市西枇杷島問屋記念館

### 郵便局
郵便番号
郵便番号は以下の通りとなっている。2006年10月1日に変更。
- 名古屋西郵便局（名古屋市西区）：452-00xx、452-09xx、452-85xx、452-86xx

主な郵便局
- 枇杷島郵便局
- 清洲郵便局
- 尾張新川郵便局
- 須ヶ口郵便局
- 枇杷島大和郵便局
- 清洲丸之内郵便局
- 春日郵便局
- 二ツ杁郵便局

## 対外関係

### 姉妹都市･提携都市

#### 海外
姉妹都市
- ヘレス・デ・ラ・フロンテーラ（スペイン王国 アンダルシア州）
1994年（平成6年）1月　旧清洲町と姉妹都市提携

フレンドシップ相手国
2005年（平成17年）に開催された愛知万博では「一市町村一国フレンドシップ事業」が行われた。名古屋市を除く愛知県内の市町村が、120の万博公式参加国をフレンドシップ相手国として迎え入れた。
- アイルランド共和国
- アンゴラ共和国
- ウガンダ共和国

- スペイン王国
- ルワンダ共和国

#### 国内
姉妹都市
- 豊田市（愛知県）
1996年（平成8年） 旧新川町と旧旭町が姉妹町提携。合併後も交流が行われている。

その他
- 織田信長サミット
織田信長との関係が深い市町および関係を大切にしている市町の集まりに参加している。

## 経済

### 第三次産業

#### 商業
主な商業施設
- フィール清須店
- 西枇フランテ館
- ヨシヅヤ清洲店
- ピアゴ清洲店
- キシショッピングセンター清須店（現：綿半フレッシュマーケット清須店）
- マックスバリュ清須春日店
- アオキスーパー西枇杷島店
- ケーズデンキ清須店
- コーナン清須東店

### 金融機関
主な金融機関
- 三菱UFJ銀行枇杷島支店（移転済）
- 三菱UFJ銀行尾張新川支店（移転済）
- 十六銀行清洲支店
- 岐阜信用金庫清洲支店
- いちい信用金庫清洲支店
- 瀬戸信用金庫西枇杷島支店
- 中日信用金庫新川支店
- 中日信用金庫清洲支店
- 中日信用金庫西枇杷島支店
- 中日信用金庫須ヶ口支店
- 西春日井農業協同組合西枇杷島支店
- 西春日井農業協同組合新川支店
- 西春日井農業協同組合清洲支店
- 西春日井農業協同組合阿原支店
- 西春日井農業協同組合春日支店

### 拠点を置く企業
- ナカモ（味噌などの醸造）

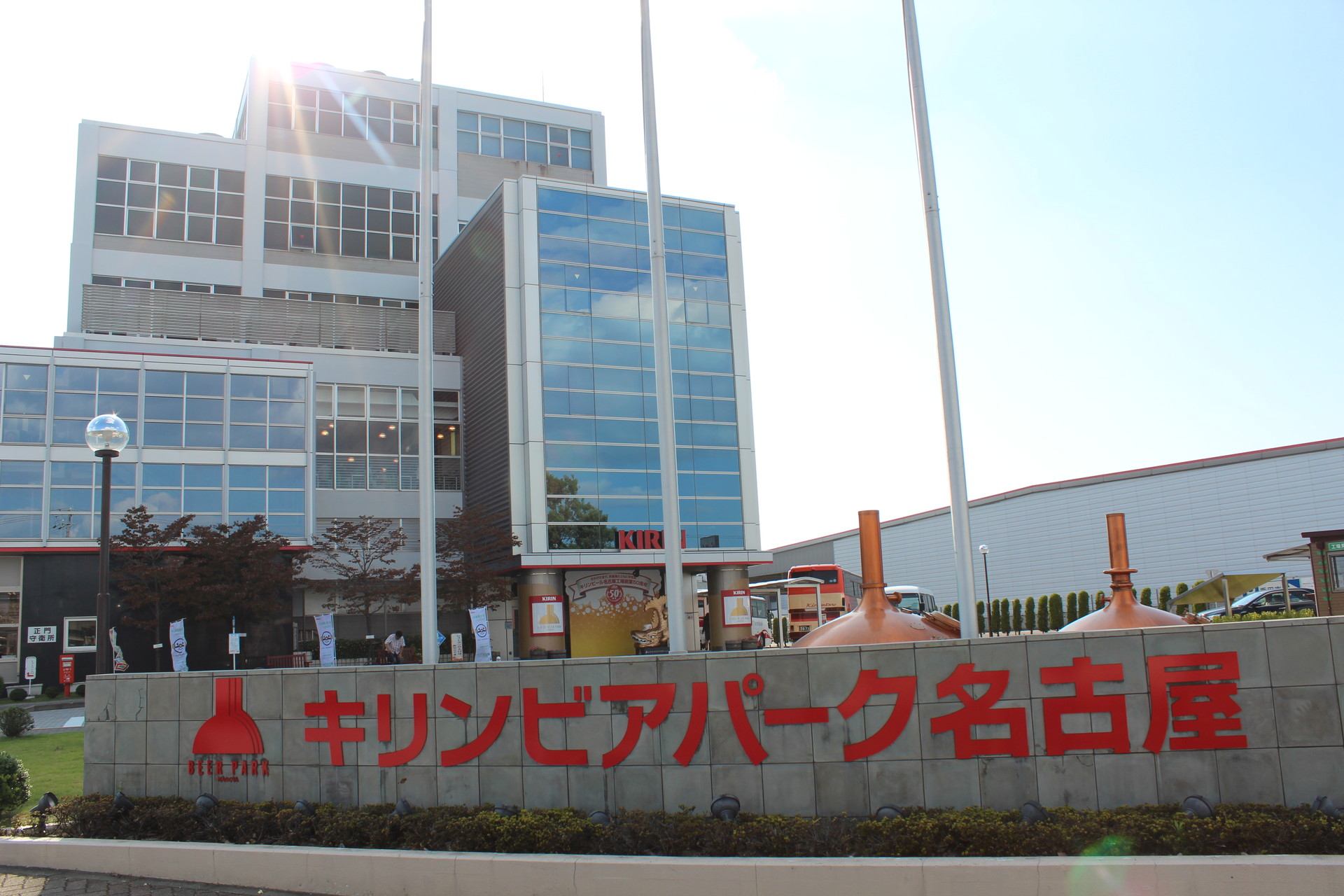
キリンビアパーク名古屋

- 武藤鉦製薬 本社・新川工場（入浴剤などの製造販売）
- キリンビール 名古屋工場
- アイカ工業 名古屋工場（旧　本社工場）。登記上の本店。
- 清洲桜醸造（日本酒や焼酎などの酒類醸造）
- アステラス製薬 清須事業場
- 明電舎 名古屋事業所
- 名糖産業 枇杷島工場
- 明治チューインガム 本社工場（明治のガム製造部門）
- ロピア 本社・工場（チルドスイーツの製造。稲沢工場・下津工場・春日工場が所在）
- 東海プリントメディア（読売新聞中部支社の工場。東海3県と静岡県遠州地方向けに発送する読売新聞とスポーツ報知を印刷）
- 日経名古屋製作センター（日本経済新聞社の工場。東海3県向けに発送する日本経済新聞を印刷）
- 豊和工業 本社工場
- 三菱重工サーマルシステムズ 枇杷島製作所
- 東海理化 西枇杷島工場
- 東海染工 名古屋営業所
- フジミインコーポレーテッド 本社
- 豊田合成 本社工場
- 株式会社エムエス製作所
- 株式会社池戸製作所
- パロマ 清洲工場
- 中央紙器工業 本社
- 三幸毛糸紡績 新川工場
- メディセオ 名古屋ALC

## 生活基盤

### ライフライン

#### 電力
- 中部電力
  - 本市を担当する中部電力パワーグリッドの営業所は、中村区にある中村営業所である[16]。

#### ガス
- 東邦ガス[17]

#### 上下水道
- 愛知県企業庁

#### 電信
- 西日本電信電話（NTT西日本）- NTT西日本-東海（NTTビジネスソリューションズ）

市外局番
- 市外局番は名古屋市やあま市と同じく、市内全域で052（名古屋MA）が使用される。
  - 市内局番は、西枇杷島町では主に500番台を、その他の地区では主に400番台を使用する。

#### ナンバープレート
- 名古屋市に隣接するが、車検証のナンバーは名古屋ナンバーではなく尾張小牧ナンバーである。

## 教育

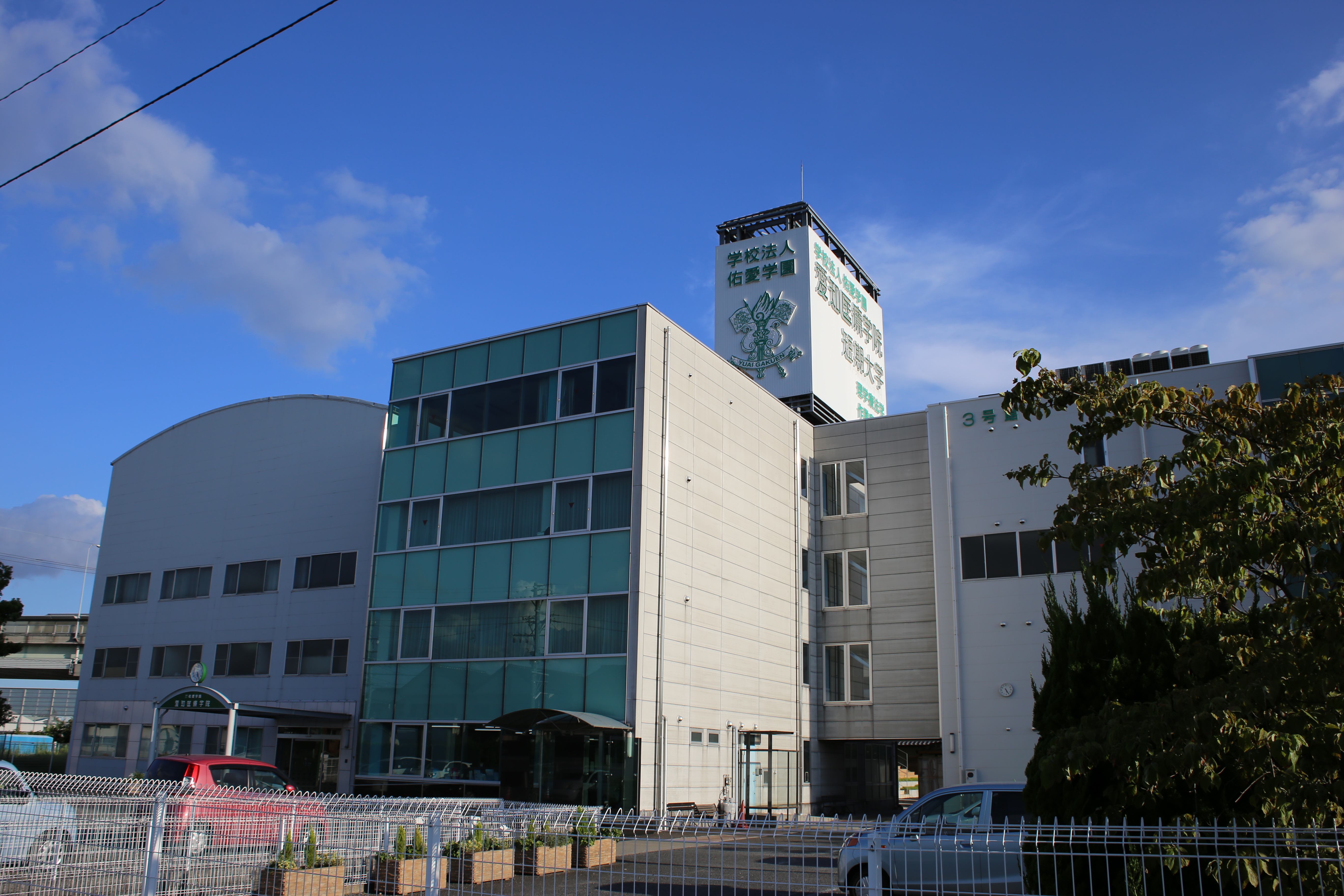
愛知医療学院短期大学

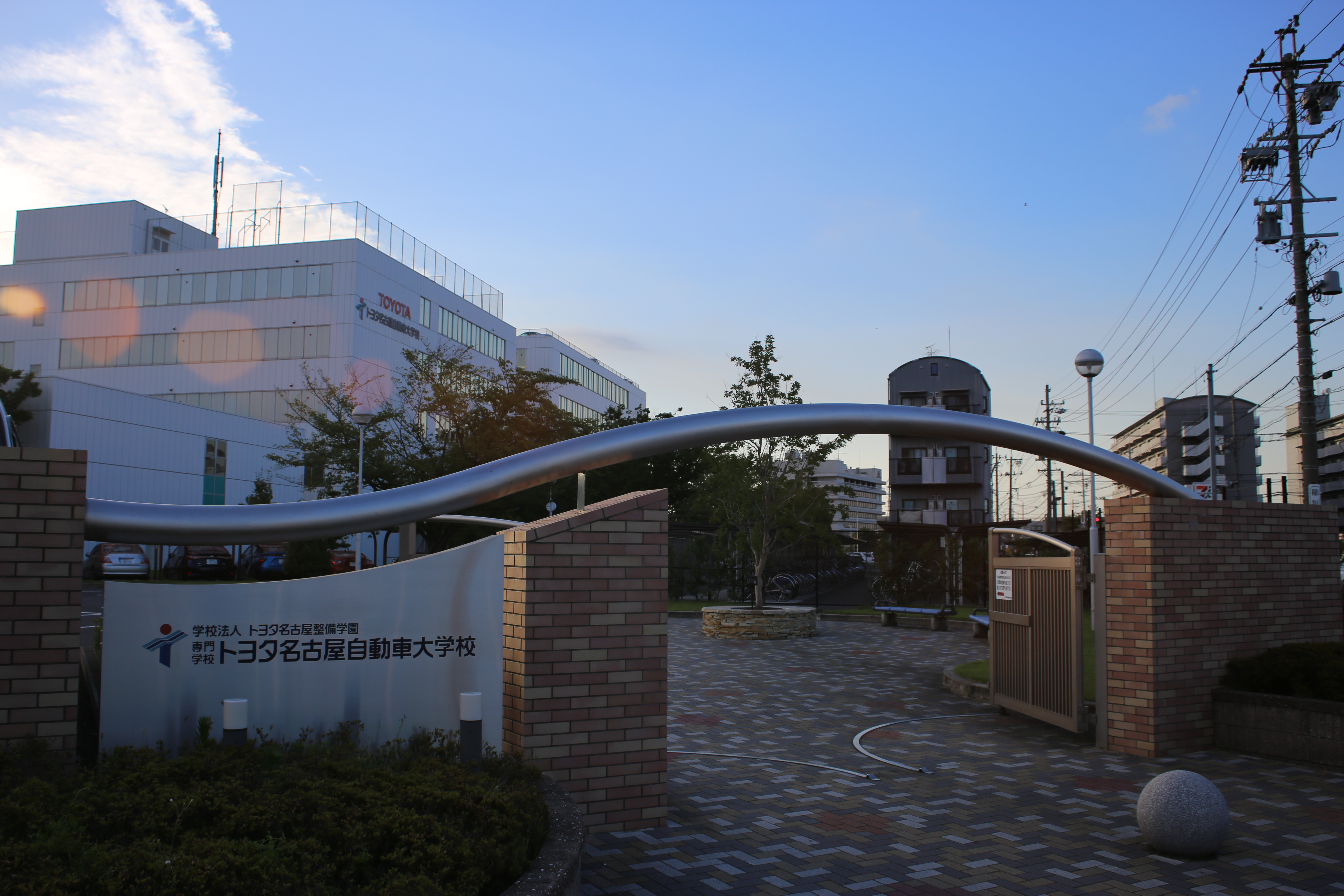
トヨタ名古屋自動車大学校

### 短期大学
私立
- 学校法人佑愛学園愛知医療学院短期大学

### 専修学校
私立
- 専門学校トヨタ名古屋自動車大学校

### 高等学校
県立
- 愛知県立新川高等学校
- 愛知県立五条高等学校（あま市と跨る地に所在。敷地の大半があま市所在であるが体育館のみ清須市に所在する）

### 中学校
市立
- 清須市立新川中学校
- 清須市立西枇杷島中学校
- 清須市立清洲中学校
- 清須市立春日中学校

### 小学校
市立
- 清須市立新川小学校
- 清須市立星の宮小学校
- 清須市立桃栄小学校
- 清須市立西枇杷島小学校
- 清須市立古城小学校
- 清須市立清洲小学校
- 清須市立清洲東小学校
- 清須市立春日小学校

## 交通

### 鉄道
市の中心となる駅：枇杷島駅　須ヶ口駅
名古屋駅に近いため、JR・名鉄とも特急は基本的に市内の駅に停車しない（須ヶ口駅に一部の特急が停車する）。
東海旅客鉄道（JR東海）
東海道本線：枇杷島駅
清洲駅は稲沢市にあるが、駅の直ぐ南側が清須市になる。春日地区には鉄道は通っておらず、清洲駅または稲沢駅が最寄りとなる。
名古屋鉄道（名鉄）
名古屋本線：（枇杷島分岐点） - 西枇杷島駅 - 二ツ杁駅 - 新川橋駅 - 須ヶ口駅 - 丸ノ内駅 - 新清洲駅
犬山線：（枇杷島分岐点） - 下小田井駅
津島線：須ヶ口駅
愛知県立五条高等学校の周辺など、あま市との境界から甚目寺駅まで徒歩で行くことも可能。
JR東海交通事業（TKJ）
城北線：枇杷島駅 - 尾張星の宮駅

### バス

#### 路線バス
- きよすあしがるバス　乗車料金一律100円（未就学児は無料）
- 名古屋市営バス名駅26号系統（名古屋駅 - 上小田井駅 - 平田住宅）が、1停留所（古城バス停）間のみ市内を通る。その他の路線バスは通っていない。市境から近い名古屋市営バスの停留所としては、平田住宅停留所などがある。

### 道路

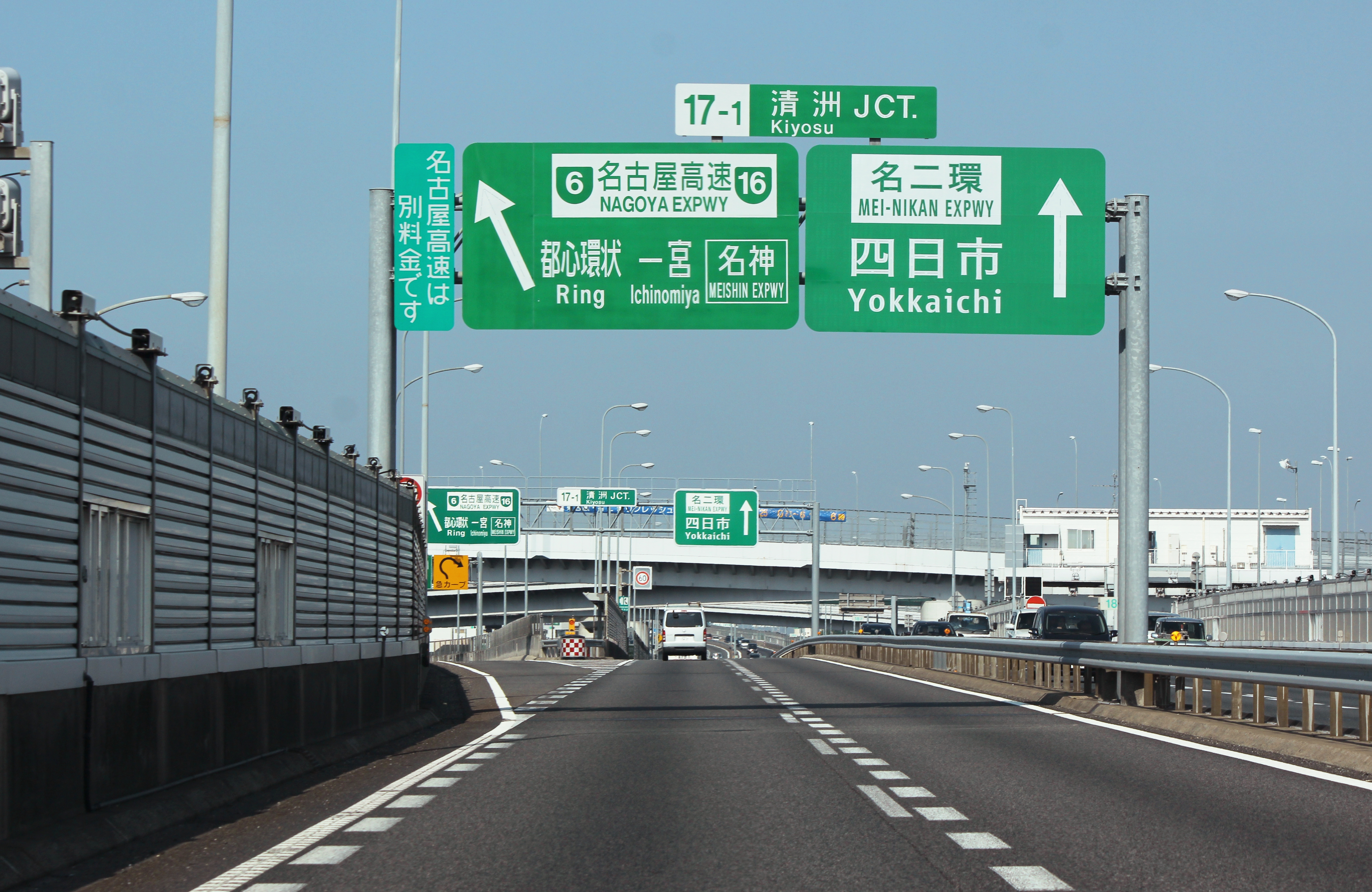
清洲JCT

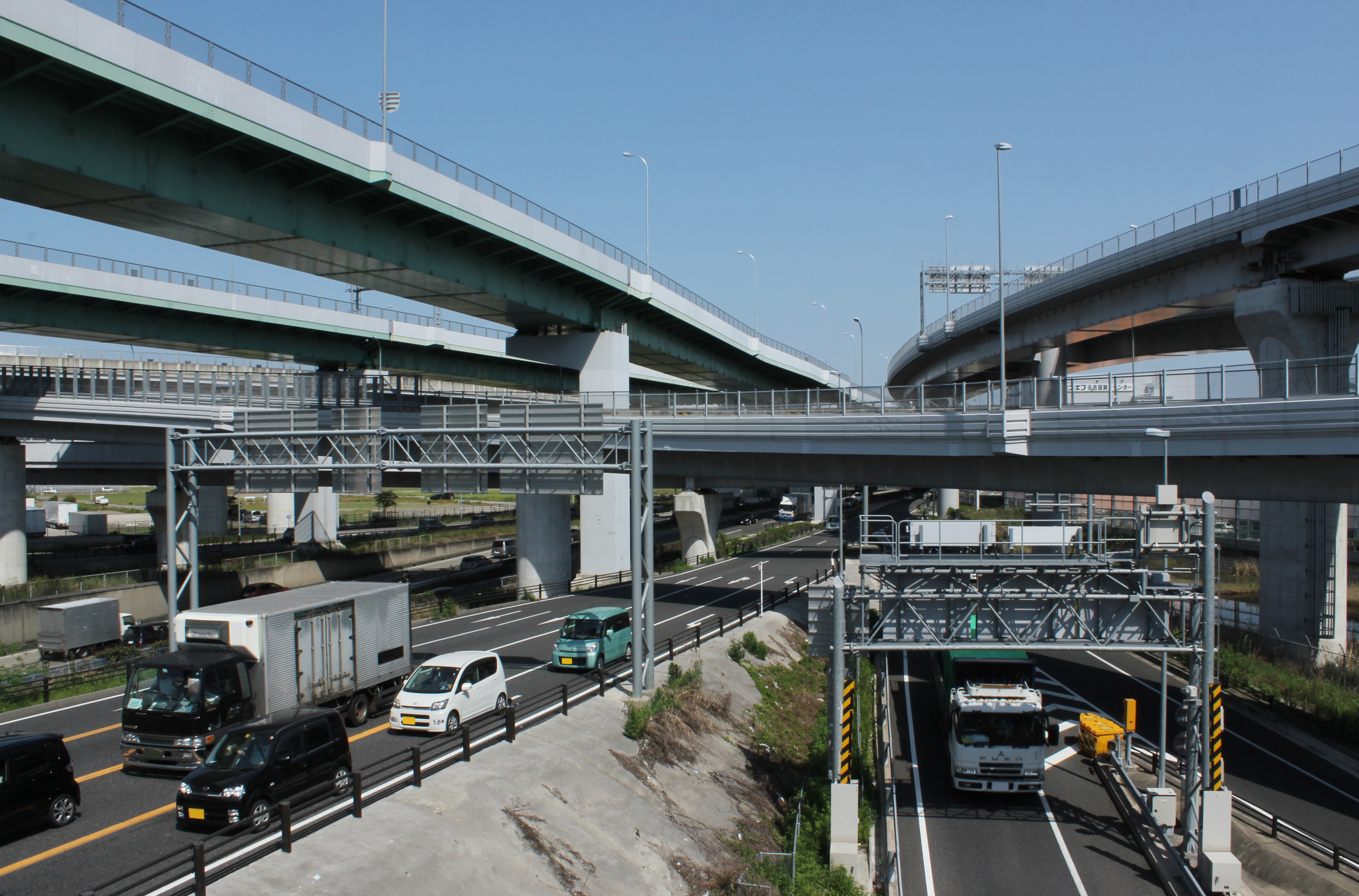
国道22号線の上を行く名古屋高速道路

#### 高速道路
名古屋第二環状自動車道
- （名古屋市西区） - (17)清洲東IC（名古屋南方面出入口） - (17-1)清洲JCT - (17)清洲東IC（名古屋西方面出入口） - (18)清洲西IC - （あま市）

名古屋高速6号清須線
- （名古屋市西区） - (TB)清須TB - (604/614)清須出入口 - 清洲JCT

名古屋高速16号一宮線
- 清洲JCT - (1601/1611)春日出入口 - （北名古屋市）

#### 国道
国道22号（名岐バイパス）
国道302号（名古屋環状2号線）

#### 県道
主要地方道
- 愛知県道59号名古屋中環状線
- 愛知県道62号春日井稲沢線
- 愛知県道67号名古屋祖父江線

一般県道
- 愛知県道124号西条清須線
- 愛知県道126号給父西枇杷島線
- 愛知県道127号助七西田中線
- 愛知県道128号給父清須線
- 愛知県道136号一宮清須線
- 愛知県道141号枇杷島停車場線
- 愛知県道142号新清洲停車場線
- 愛知県道153号浅井清須線
- 愛知県道162号松河戸西枇杷島線
- 愛知県道163号一場中小田井線
- 愛知県道165号春日小牧線
- 愛知県道190号名古屋一宮線
- 愛知県道449号高速清須一宮線（名古屋高速16号一宮線）
- 愛知県道454号大里停車場清須線
- 愛知県道455号高速名古屋朝日線（名古屋高速6号清須線）

### ナンバープレート
車検証の住所（使用者）が本市の自動車には、尾張小牧ナンバーが交付される。

## 観光

### 名所・旧跡

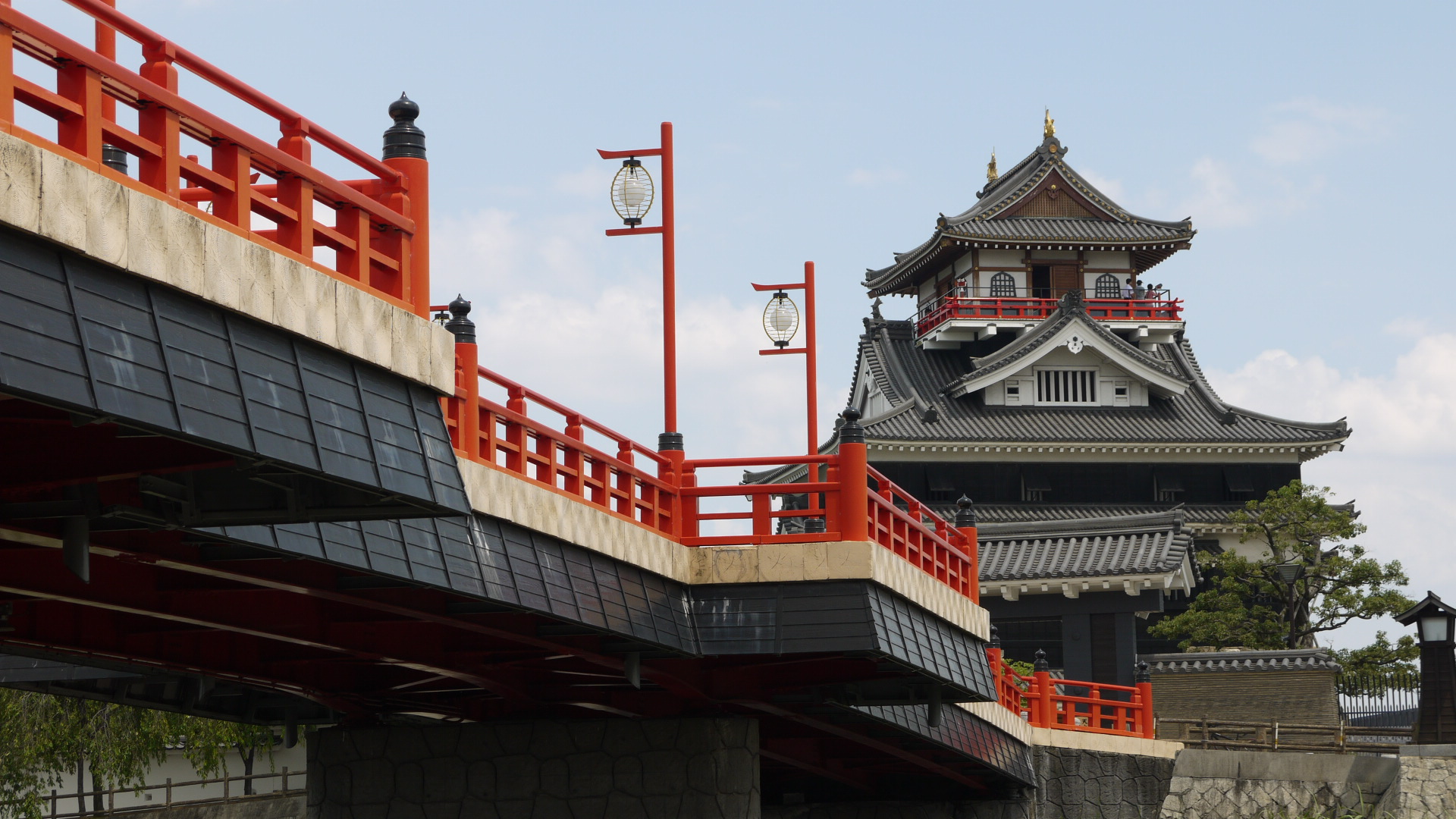
清洲城

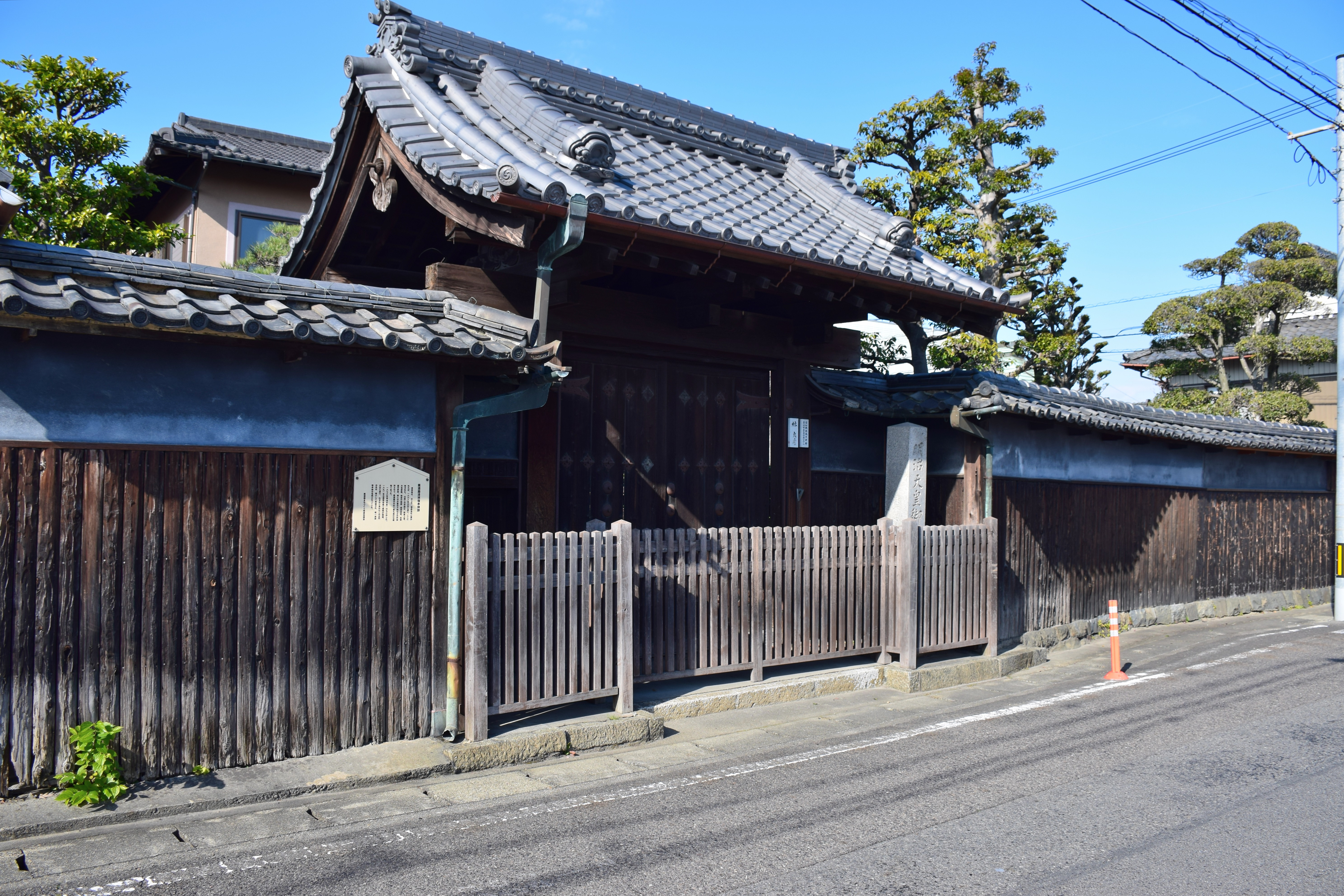
清洲宿本陣跡

主な城郭
- 小田井城
- 清洲城（清洲城古城跡公園）

主な寺院
- 眞福寺
- 信教寺
- 浄安院
- 阿弥陀寺
- 長谷院 - 堀江観音[18]。尾張三十三観音第二番札所。
- 善光寺
- 正覚寺
- 三光院
- 光円寺
- 念仏寺
- 宝国寺
- 浄楽寺
- 徳順寺
- 久證寺
- 明泉寺
- 米専寺
- 正願寺
- 蓮忍寺
- 本成寺
- 極楽寺
- 正念寺
- 慈光寺
- 浄休寺
- 西方寺
- 總見院 - 清洲越しで名古屋に移転したが（總見寺）、その後清州にも再興された。聖観音立像は愛知県指定有形文化財。
- 地蔵院
- 医王寺
- 清凉寺 - 清洲宿の中心地にあり、鐘楼で清洲宿に時を告げていた[18]。
- 東勝寺
- 大吉寺
- 松原寺
- 観音寺
- 庚申寺
- 弁天寺
- 高照寺
- 自閑院
- 光宣寺
- 阿原教会
- 大黒寺
- 光遠寺
- 瑞正寺
- 徳源寺
- 栄寿院
- 掉舟院
- 願成寺
- 蓮乗寺
- 法瑞寺
- 佛音寺
- 明仙寺
- 天桂寺
- 薬師寺

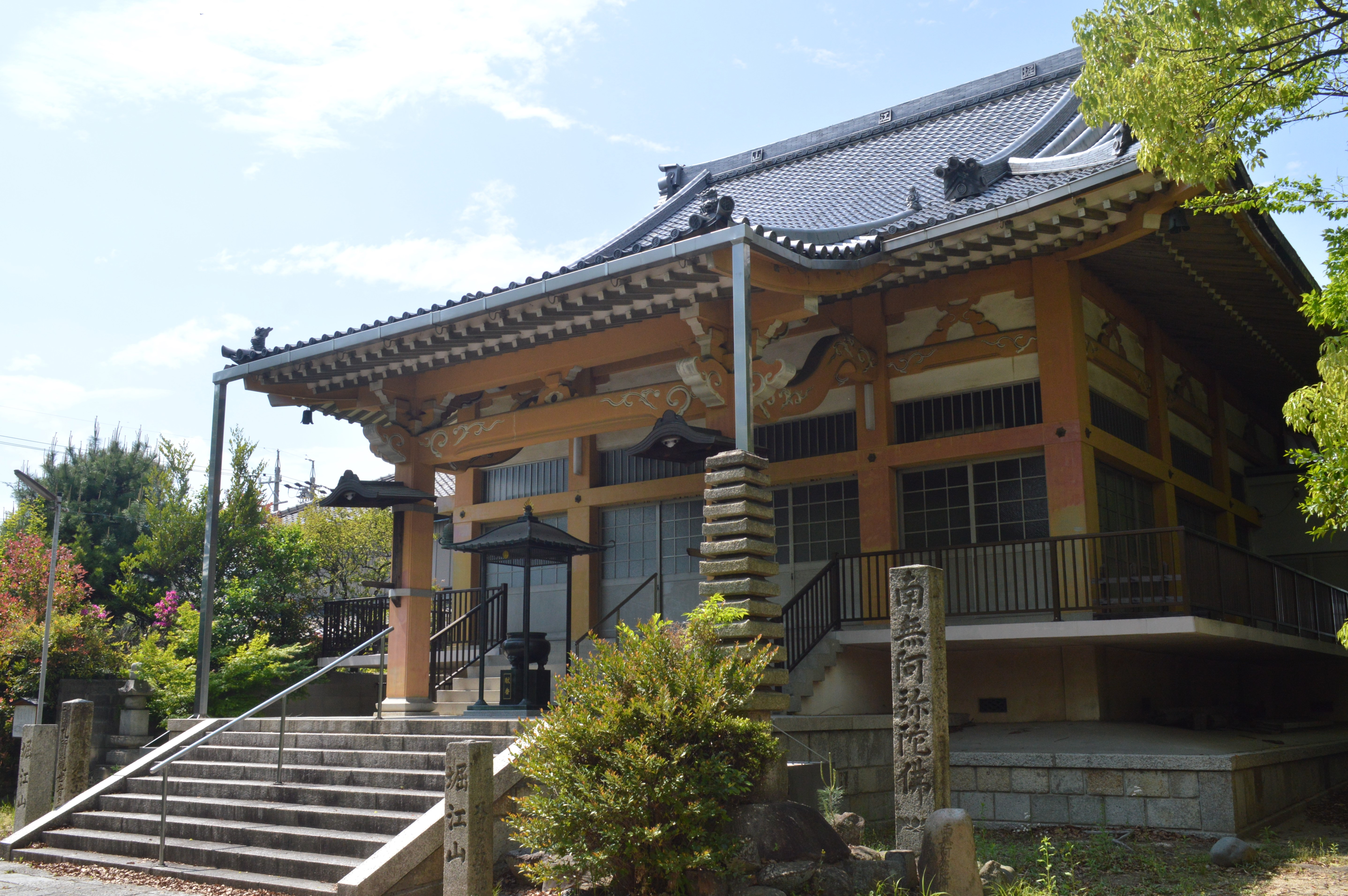
長谷院
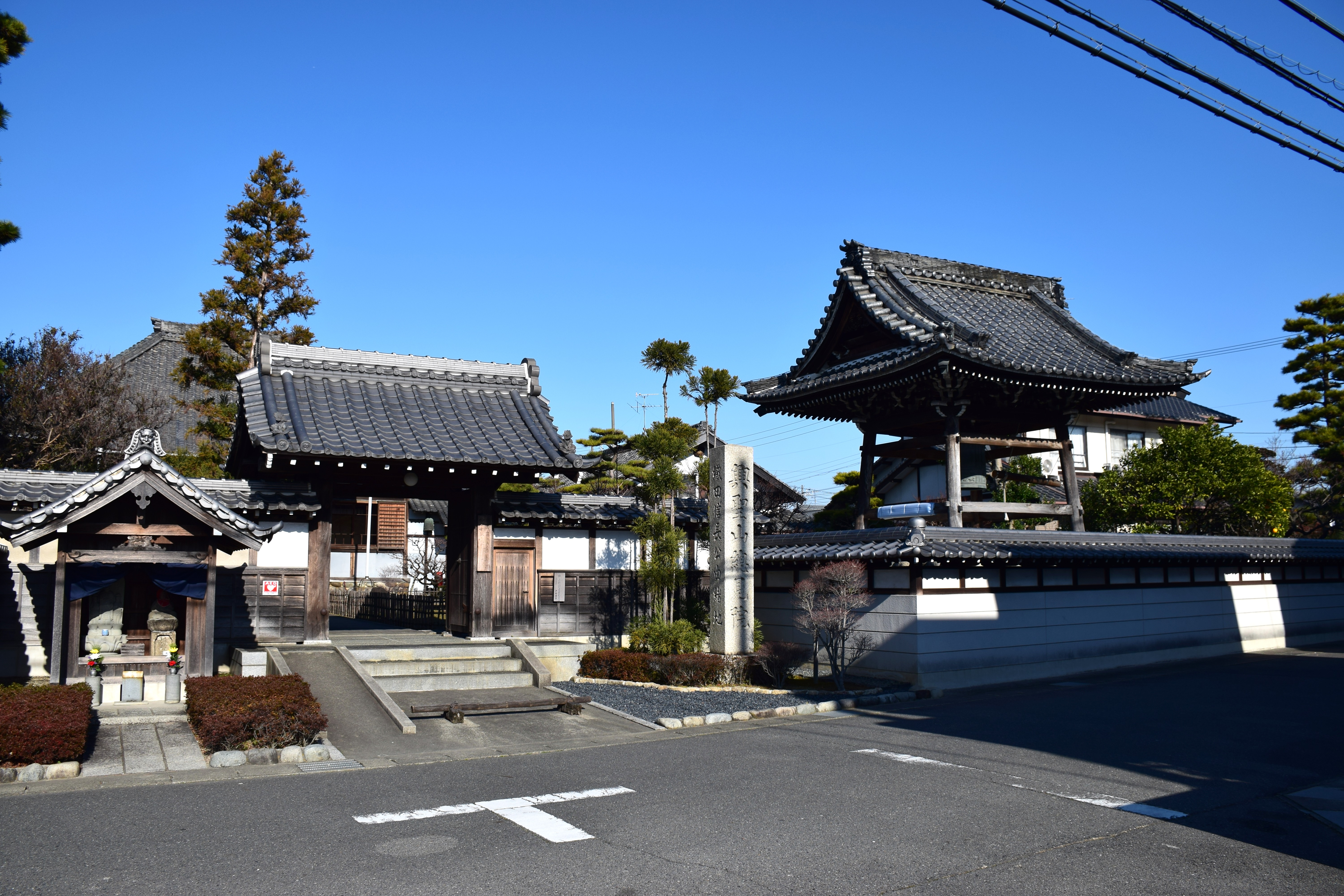
總見院
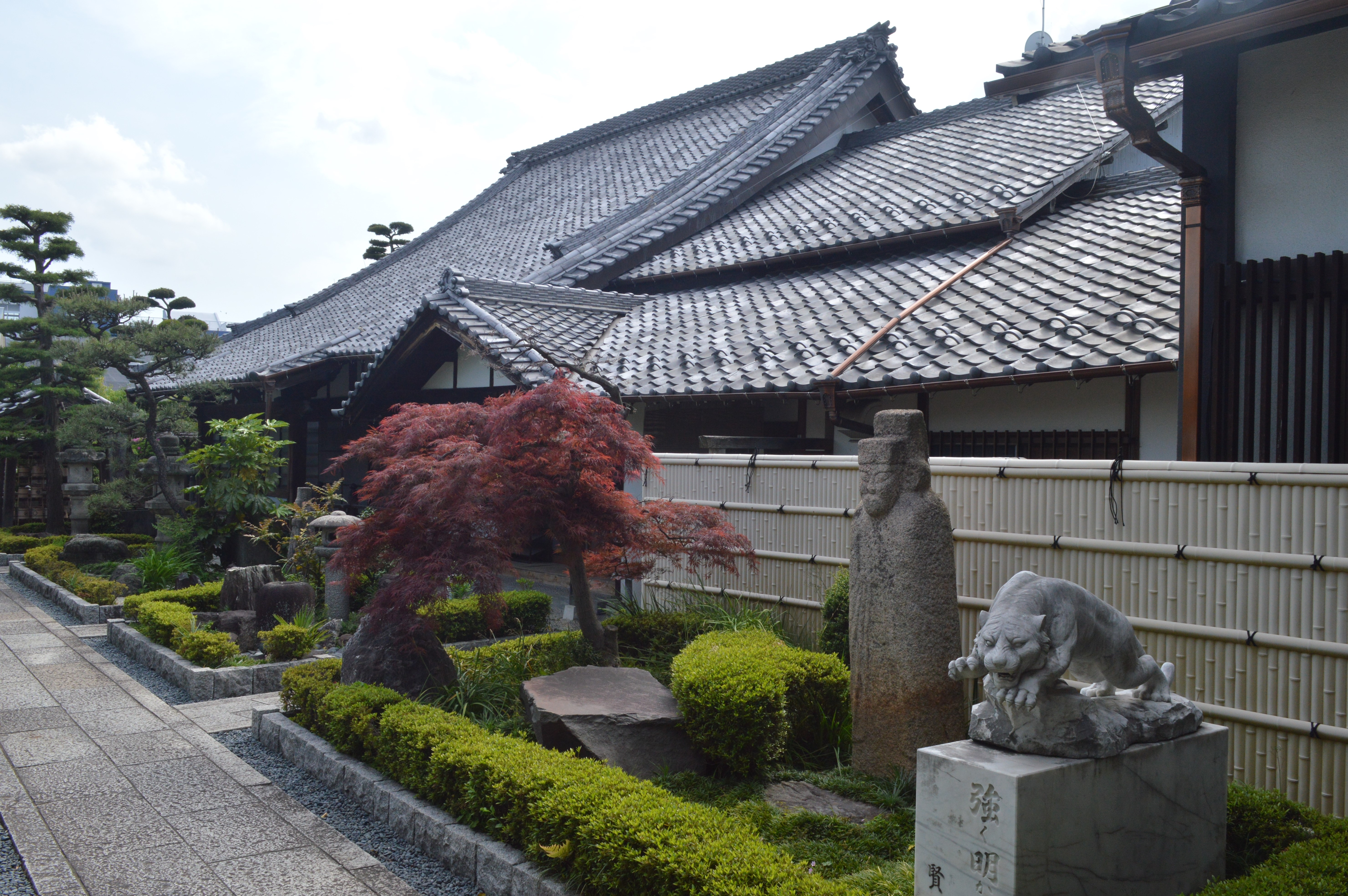
清凉寺

主な神社
- 月読神社
- 厳島神社
- 橋詰神社
- 日吉神社 - 清洲三社の一つ。豊臣秀吉の幼名（日吉）の由来となった[19]。
- 御園神明社
- 上畠神社
- 川上神社
- 八剱神社
- 須佐之男神社
- 津島神社
- 小場塚辨戝天神社
- 松山神社
- 天神社
- 河原神社 - 旧郷社。
- 鍬山神社
- 上畠神明社 - 清洲三社の一つ。
- 御園神明社 - 清洲三社の一つ。
- 愛宕神社
- 春日八幡宮
- 大國霊社
- 秋葉神社
- 六軒神社
- 松原神社
- 軻具土社
- 稲荷神社
- 浅間神社
- 大杉神社

清須市内に約100近くの寺院・神社がある。

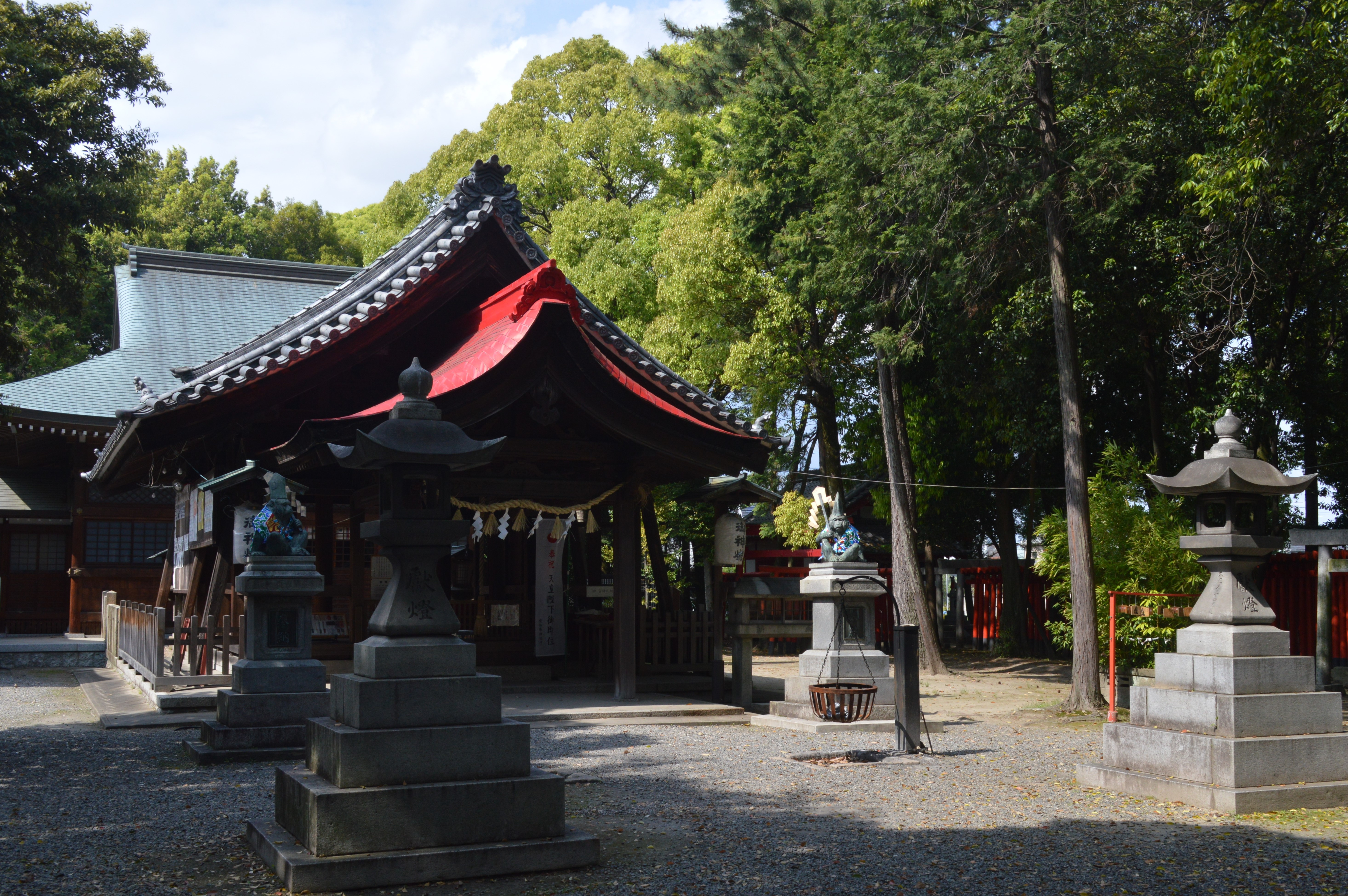
日吉神社
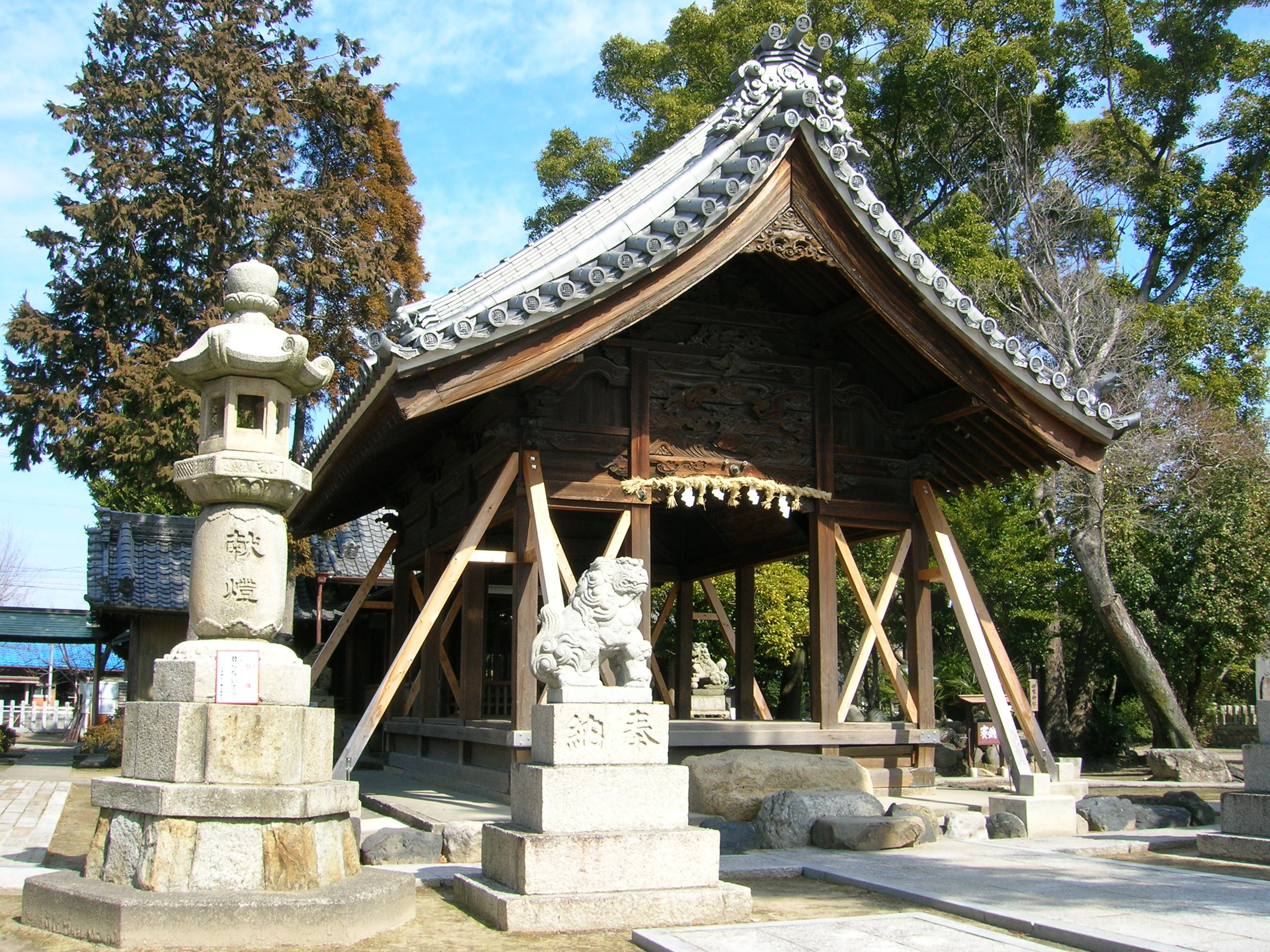
河原神社

主な史跡
- 美濃路 - 江戸時代に整備された東海道の脇街道。
清須宿 - 美濃路の宿場町。
清凉寺 - 門前は高札が立ち、札の辻と呼ばれた。
本陣跡 - 将軍上洛、朝鮮通信使、お茶壺道中、そして明治天皇の休泊所となった。
- 朝日遺跡（貝殻山貝塚など） - 所在地は清須市貝塚。

### 観光スポット
- あいち朝日遺跡ミュージアム（愛知県清洲貝殻山貝塚資料館）
- 清須市夢広場はるひ
  - はるひ夢の森公園
  - 清須市立図書館
  - 清須市はるひ美術館
- 清須市西枇杷島問屋記念館
- 新川橋詰ポケットパーク
  - 新川開削本陣記念公園
- 太閤天然温泉 湯吉郎
- キリンビアパーク名古屋
- 壱番屋記念館
- アルコ清洲
- カルチバ新川
- 西枇杷島町横断歩道橋 - 1959年に竣工した日本一古い歩道橋。2010年に撤去されて名古屋大学構内に移築された。

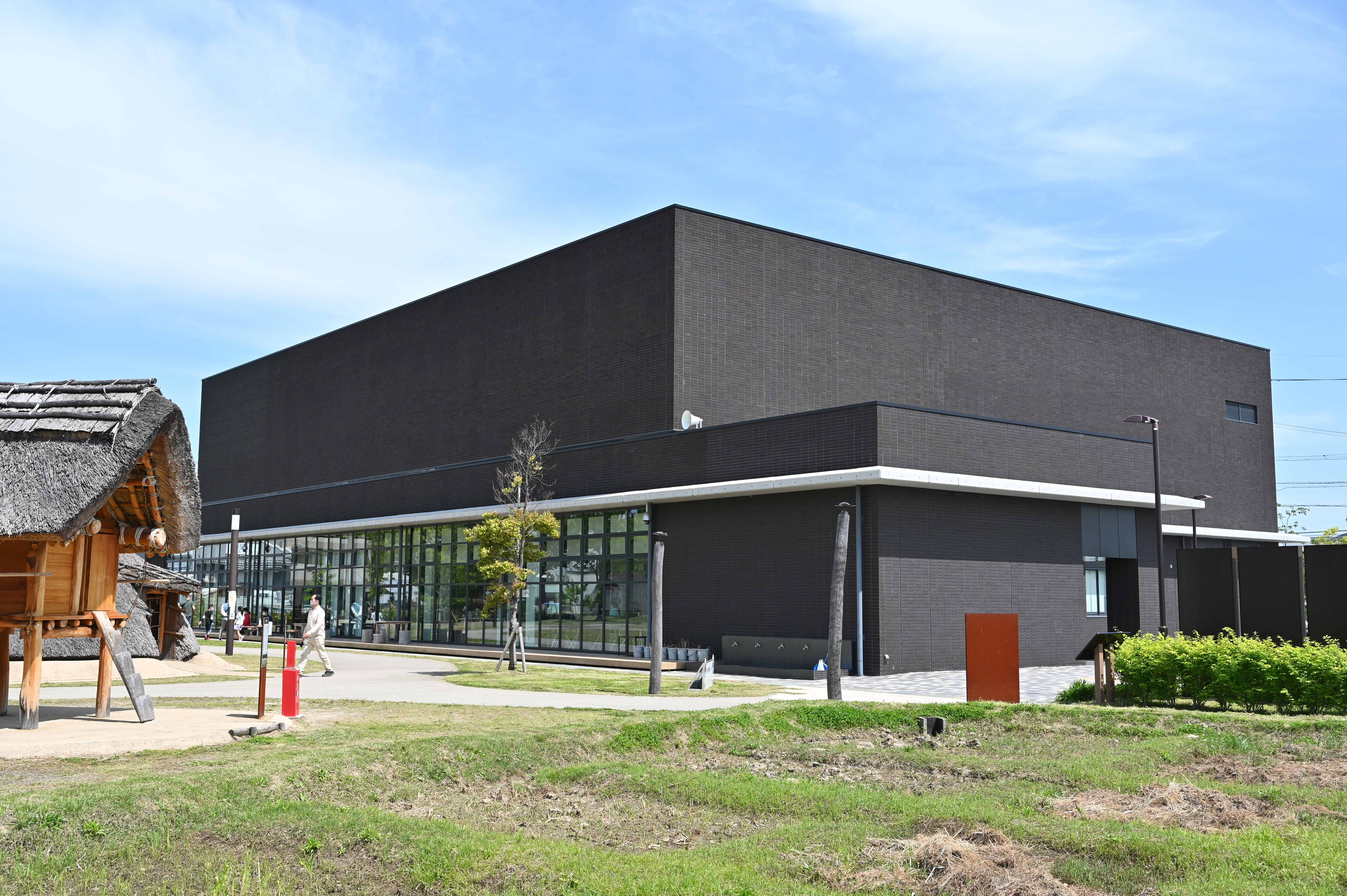
あいち朝日遺跡ミュージアム
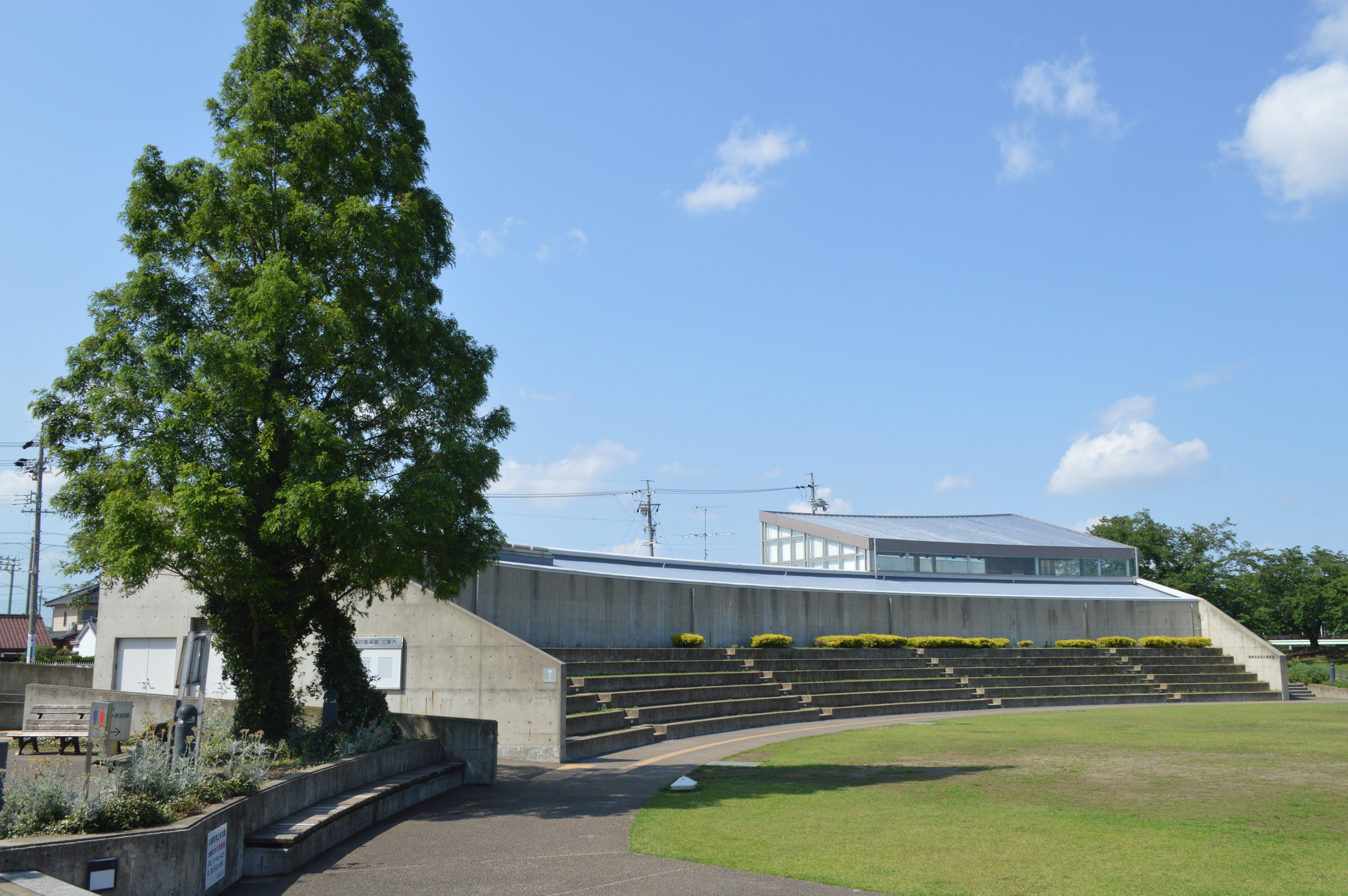
清須市はるひ美術館
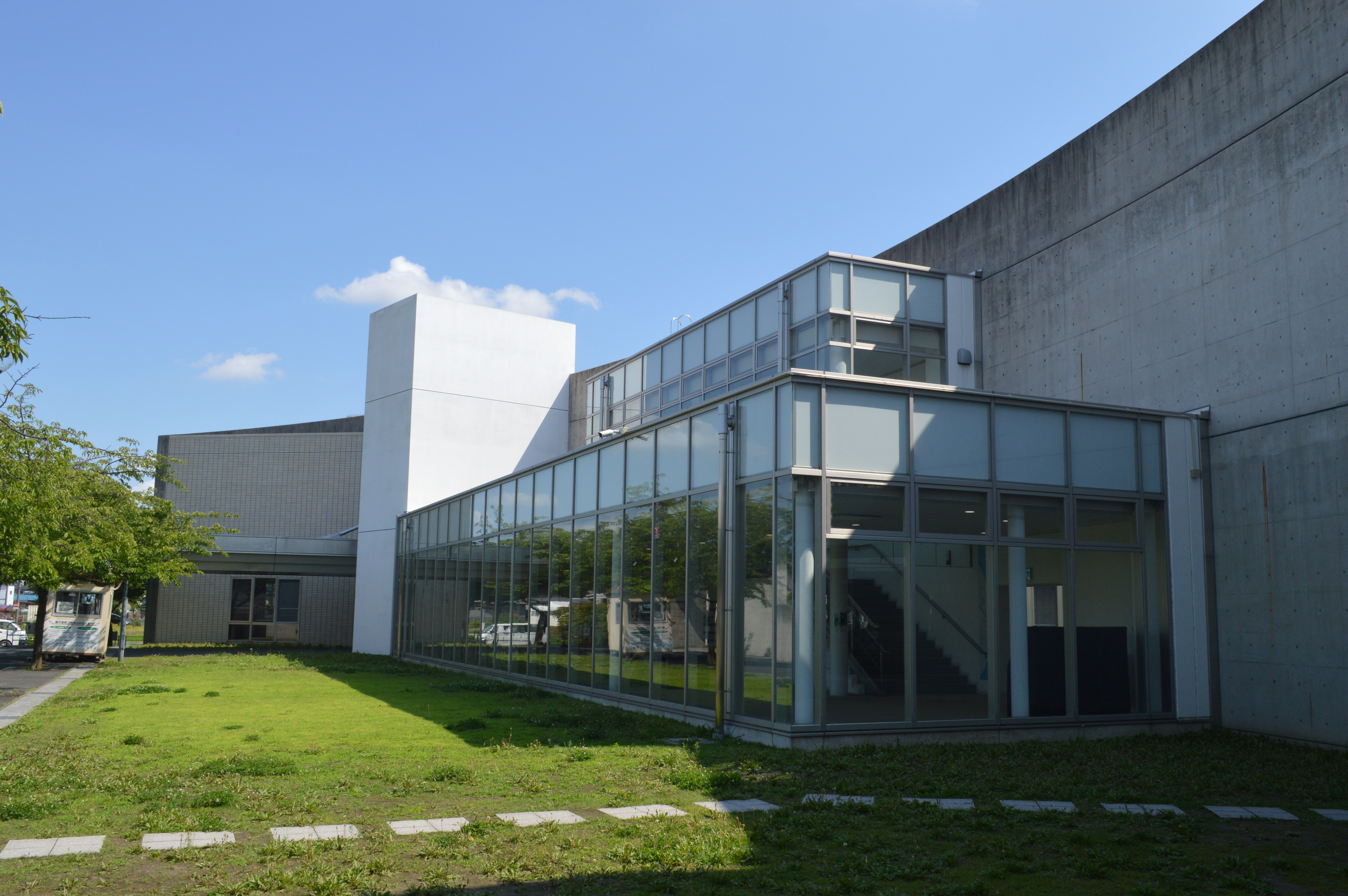
清須市立図書館
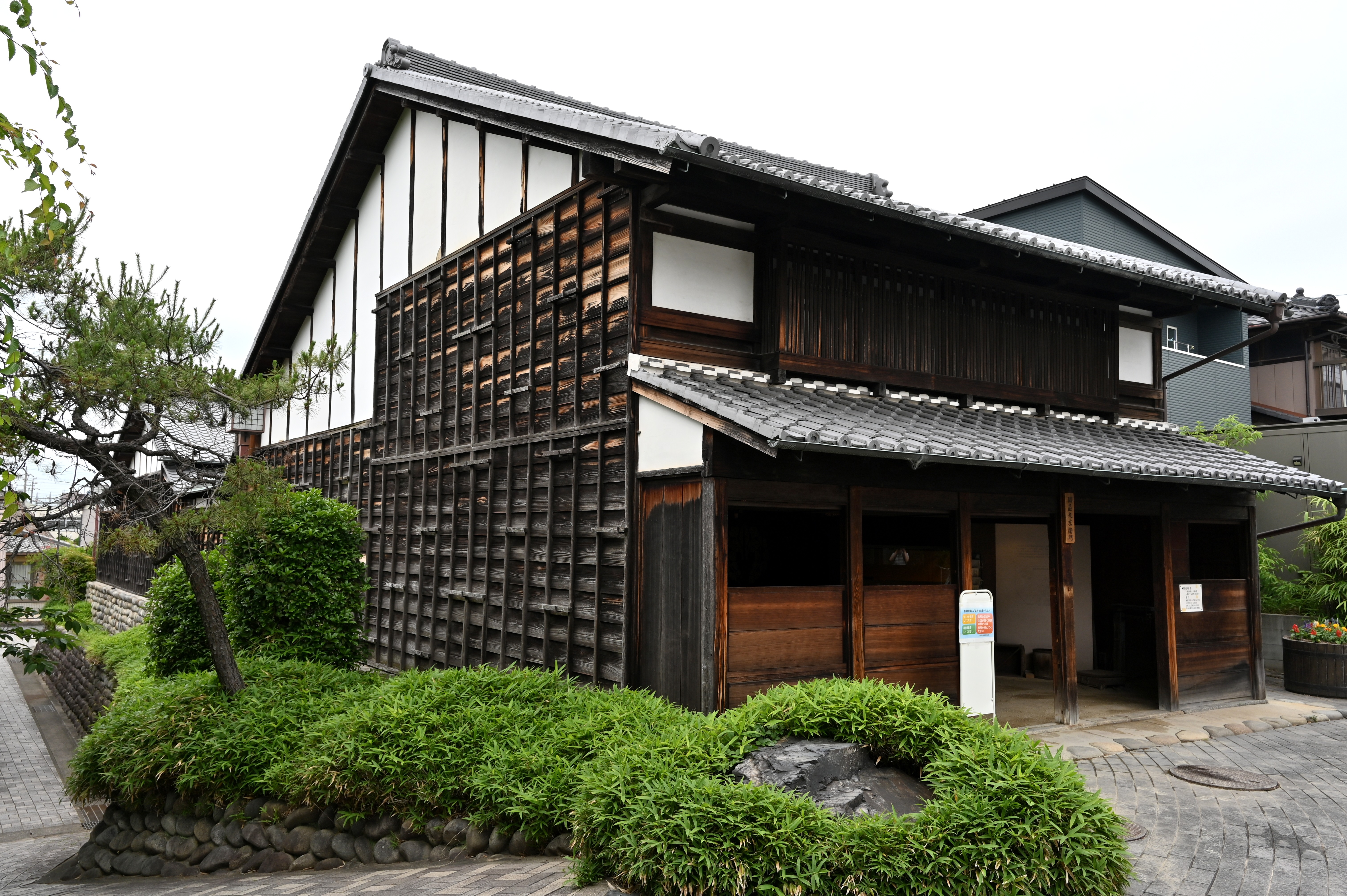
清須市西枇杷島問屋記念館

## 文化・名物

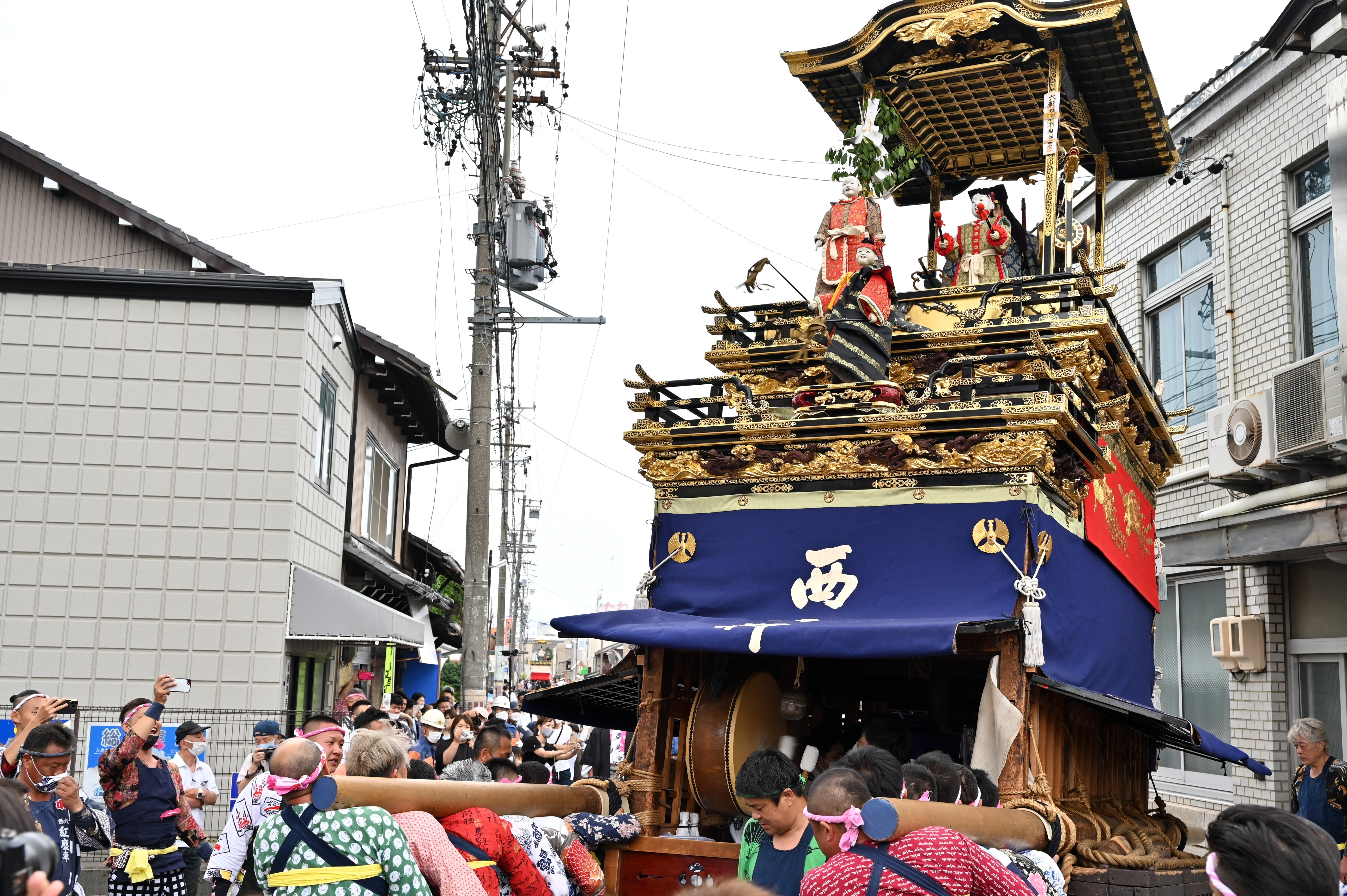
尾張西枇杷島まつり

### 祭事・催事
主な祭事
- 織田信長公顕彰祭（6月2日）
- 尾張西枇杷島まつり

### 名産・特産
- 宮重大根

### スポーツチーム
| 名称                     | 競技種目         | 所属リーグ | 本拠地                                   | 運営会社・団体 | 設立   |
| ------------------------ | ---------------- | ---------- | ---------------------------------------- | -------------- | ------ |
| 豊田合成ブルーファルコン | ハンドボール     | JHL        | 豊田合成健康管理センター（愛知県稲沢市） | 豊田合成       | 1975年 |
| 豊田合成スコーピオンズ   | バスケットボール | B3.LEAGUE  | 豊田合成健康管理センター（愛知県稲沢市） | 豊田合成       | 1980年 |

## 出身関連著名人
- 池田輝政（戦国武将、姫路城を現在の形に改修）
- 石田芳夫（囲碁プロ棋士）
- 江口亮輔（プロ野球選手、千葉ロッテマリーンズ）
- 大木浩（国会議員）
- 太田俊二（旧新川町出身。研究者、早稲田大学准教授）
- 笠井亮平（作家、翻訳家、アジア研究者）
- 加藤あい（女優）
- 鹿取洋子（タレント）
- 呉智英（評論家）
- 杉山裕子（フリーアナウンサー）
- 登田真由子（元・岩手朝日テレビアナウンサー）
- 早川敦子（フリーアナウンサー）
- 田山正雄（プロレスレフェリー）
- 堀江しのぶ（タレント）
- 山手和明（江戸時代の名の知れた商人、明治時代に持病の糖尿病で死亡。墓は市内にある）
- 松島正樹（ファッションデザイナー）
- 水野敬也（作家）
- 鳥山明（漫画家、イラストレーター。本市内在住。市制20周年ロゴ・キャラクターデザインを担当）[20][21][22]

## 清須市を舞台とした作品

### 小説
- 清須会議 （三谷幸喜／幻冬舎）
- 嵐を呼ぶ男！（杉山大二郎／徳間書店）

### 映画
- 清須会議（2013年公開）
- 映画ビリギャル（2015年5月公開）-主な撮影地[23]